# Deryck Sampson

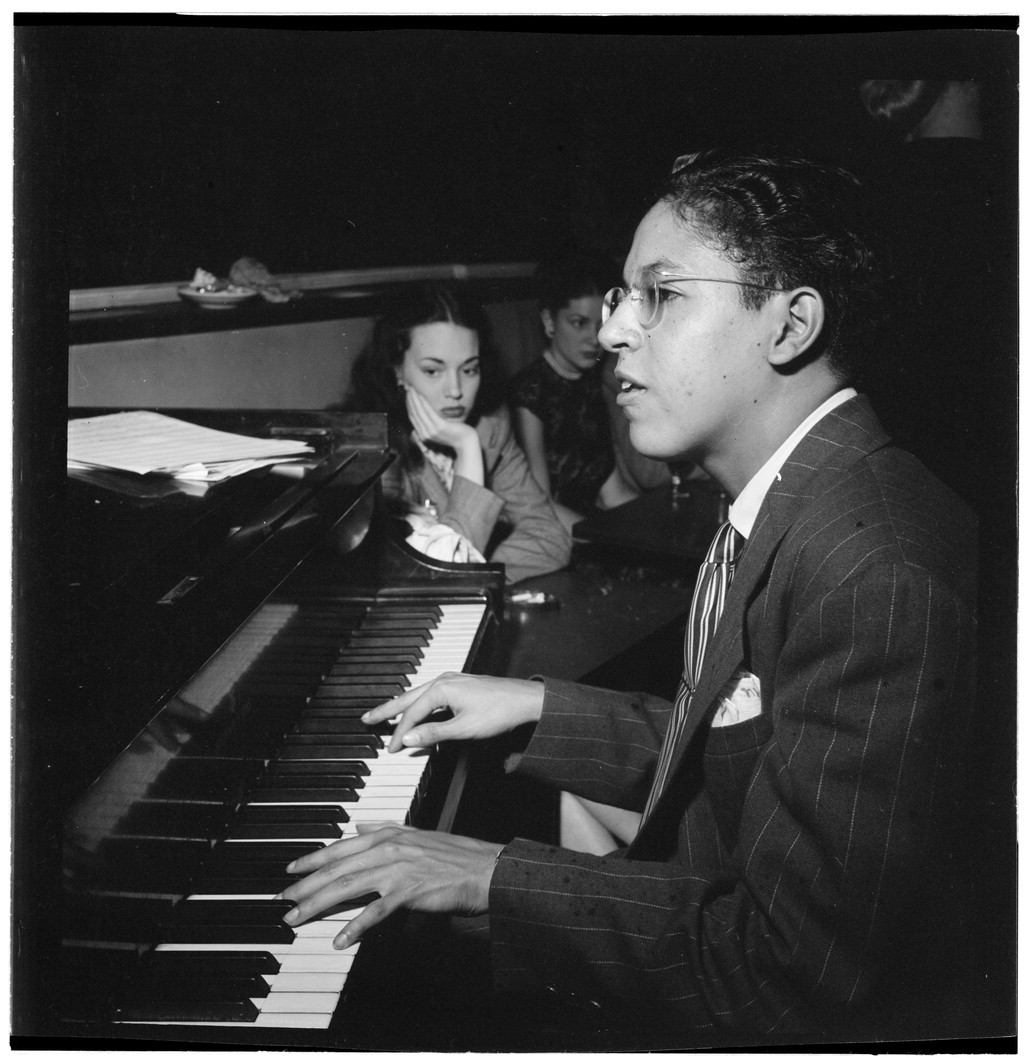
Deryk Sampson, New York, ca. August 1947. Fotografie von William P. Gottlieb

Deryck Sampson (* 30. Mai 1925 in New York City; † 3. Oktober 1949 in ebenda) war ein US-amerikanischer Pianist des Boogie Woogie; teilweise wird er auch als Deryk Sampson bezeichnet.

## Leben und Wirken
Sampson begann in den frühen 1940er-Jahren als Pianist in New York auszutreten; im März 1943, mit 17 Jahren erhielt er Gelegenheit eine Reihe von Boogie-Woogie-Nummern wie „Boogie Express“, „Hop Scotch“  und „Table Top Boogie“ für die Label Beacon/Davis von Joe Davis einzuspielen. „Deryck Sampson, das junge Boogie-Woogie-Piano-Ass des Beacon-Labels, wendet das Acht-zum-Takt-Muster [der Boogie-Woogie-Akkordprogression] auf zwei Kompositionen von Erskine Butterfield an. Beide Stücke basieren auf dem Blues und sind auf ein melodisches Muster beschränkt“, schrieb der Billboard 1944.  Weitere Titeln waren „Blackberry Jam“, „Monday’s Wash“ (Beacon 7006), „Chinese Boogie Woogie“/„Kansas City Boogie Woogie“ (Beacon 7005) und „Table Top Boogie“ (Joe Davis Records 7016).
Anfang 1945 begleitete er die Sängerin Mildred Bailey in der CBS-Rundfunksendung Music ’til Midnight („Sweet Georgia Brown“). Im selben Jahr wirkte er als Leiter eines Quartetts in einem Soundie mit; in seiner Band spielten Jimmy Sherley (Gitarre), Leonard Gaskin (Bass) und Harold „Doc“ West (Schlagzeug). 1946 spielte er für Joe Davis’ Label noch die Titel „Boogie Serenade“/„Boogie on the Volga“ (Davis 7017) ein. 1947 nahm er noch in Los Angeles mit Jackie Paris auf („Skylark“), bevor sich seine Spur verliert. Im Bereich des Jazz war er zwischen 1943 und 1947 an acht Aufnahmesessions beteiligt.